# Волфганг Кайзер
Волфганг Кайзер (на немски: Wolfgang Kayser) е германски литературовед.

## Биография
Роден е на 24 декември 1906 г. в Берлин. През 1930 г. получава докторска степен в Берлинския университет с дисертация върху поезията на бароковия поет Харсдьорфер. Хабилитира се през 1936 г. с труд по история на немската балада. По време на националсоциалистическия период той се проявява като лоялен към националсоциалистите. През 1933 г. влиза в СА, а през 1937 г. в НСДАП. През 1938 г. става приватдоцент в Лайпциг, а през 1941 г. вече е ръководител на Германския културен институт в Лисабон, като същевременно чете лекции по германистика в Лисабонския университет като „извънреден професор в служба на Райха“. По това време той вече работи върху това, което по-късно ще се превърне в неговия новаторски учебник „Произведението на словесното изкуство“, както се вижда от лекция, изнесена през лятото на 1942 г. в университета в Коимбра (публикувана през 1944 г.), и от примерни анализи на текстове от португалска литература в този основен труд в областта на теорията на литературата.
След 1945 г. той работи основно като лектор на свободна практика, автор на книги и преводач. „Произведението на словесното изкуство“ е публикувана през 1948 г. Тази книга е въведение в литературознанието, което оказва силно влияние върху следвоенната германистика. През 1950 г. Кайзер получава професорско място в Гьотингенския университет, където работи до смъртта си през 1960 г. Иманентната интерпретация на художествената творба, която той застъпва, е водещият метод в германското литературознание до края на 60-те години на ХХ век. Като загърбва политизираната националсоциалистическа германистика и се обръща към европейското и интердисциплинарно разбиране на изкуството и литературата, той печели и международна репутация. От 1954 г. е член на Германската академия за език и поезия в Дармщат. През 1956 г. е избран за редовен член на Гьотингенската академия на науките.
На 53-годишна възраст Волфганг Кайзер неочаквано получава сърдечен удар и умира на 23 януари 1960 г. в Гьотинген.